# Microkayla adenopleura
Microkayla adenopleura is een kikker uit de familie Craugastoridae. De soort komt voor in Bolivia op hoogtes van 3250 tot 4300 meter boven het zeeniveau. Microkayla adenopleura wordt bedreigd door het verlies van habitat.